# Something’s Got to Give: Portraits of Fred Astaire
Something’s Got to Give: Portraits of Fred Astaire ist das erste Musikalbum des Brian Kellock Trio. Die am 9. Oktober 1996 entstandenen Aufnahmen erschienen 1998 auf Caber Records.

## Hintergrund
Der Pianist Brian Kellock arbeitete zunächst mit Jazzgrößen wie James Morrison, Art Farmer und Sheila Jordan zusammen. 1998 veröffentlichte er mit Something’s Got to Give: Portraits of Fred Astaire sein erstes Album unter eigenem Namen, mit dem er Fred Astaire als Sänger und dessen Repertoire des Great American Songbook würdigte. Das Titelstück „Something’s Gotta Give“ ist ein Song, dessen Text und Musik Johnny Mercer 1954 für Fred Astaire geschrieben hatte. (Veröffentlicht wurde er als Teil des Soundtracks des 1955 erschienenen Musikfilms Daddy Langbein).
Die Titelliste des Albums enthält außerdem ein Astaire gewidmetes zweiteiliges Stück von Bassist Kenny Ellis, der mit dem Schlagzeuger John Rae Kellock auf dem Album begleitete. Die Mitglieder des Trios kannten sich zu dieser Zeit schon lange; begonnen hatte ihre Zusammenarbeit 1988 als Rhythmusgruppe der schottischen Band John Rae Collective.
Mit dem Album Live at Henry’s setzten Kellock, Ellis und Rae 2000 ihre Kooperation fort; um 2018 entstand noch ein drittes und letztes Album, Think About It!.

## Titelliste
- Brian Kellock Trio: Something’s Got to Give: Portraits of Fred Astaire (Caber Records 003)[2]

1. They Can’t Take That Away from Me (George Gershwin / Ira Gershwin) 11:33
2. The Way You Look Tonight (Dorothy Fields, Jerome Kern) 5:36
3. I Won’t Dance (Dorothy Fields, Otto Harbach, Oscar Hammerstein II, Jerome Kern, Jimmy McHugh) 8:12
4. I Concentrate on You (Cole Porter) 4:33
5. The Continental (Con Conrad, Herbert Magidson) 4:16
6. Fred’s Revenge (Part One) (Kenny Ellis) 2:59
7. Isn’t It Lovely Day (Irving Berlin) 6:18
8. Change Partners (Irving Berlin) 6:18
9. Fred’s Revenge (Part Two) (Kenny Ellis) 1:58
10. Something’s Got to Give<sic>(Johnny Mercer) 6:06

## Rezeption

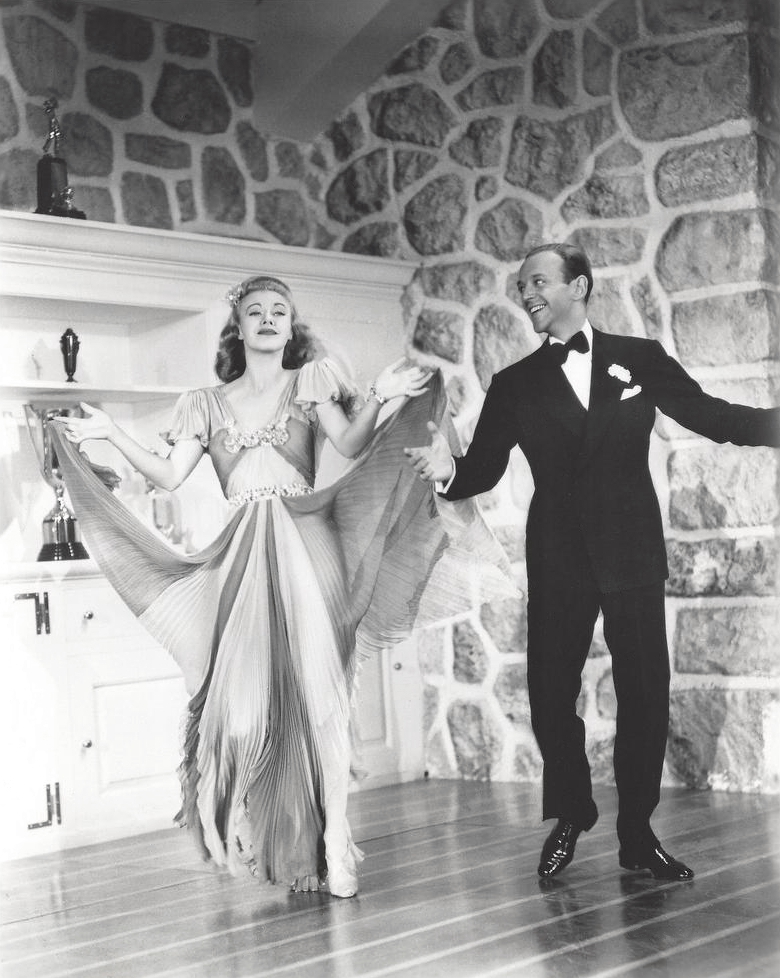
Astaire mit Ginger Rogers in Sorgenfrei durch Dr. Flagg (1938)

Nach Ansicht von Dave Nathan, der das Album in All About Jazz rezensierte, ist vielleicht das entscheidende Merkmal, das Kellocks Trio von anderen abhebt, John Raes sehr aktives Schlagzeugspiel. Dieser sei kein passiver Taktgeber, sondern habe bei fast jedem Stück viel zu beizutragen, einschließlich seiner abwechselnden Rimshots, die Kellocks Arbeit auf „The Continental“ unterstreichen. Abgesehen vom Schlagzeugspiel sei jedoch Brian Kellock der Star der Show, wie es sich gehört. Sein leichtes, aber harmonisch einfallsreiches Spiel würde diesen oft gespielten Klassikern neues Leben einhauchen. Seine Fantasie komme bei Stücken wie „Isn't This a Lovely Day“ zum Vorschein. Während er spielt, könnte man sich Astaire und Ginger Rogers im Film Top Hat von 1935 fast über die Tanzfläche schweben sehen. Ein weiterer Hit sei sein anderes Arrangement von „Something's Got to Give“. Normalerweise würde Kellock ein schnelles Tempospielen, aber hier halte er sich zurück und spielt es langsam und sanft, sodass alle Ecken und Kanten der Melodie, die bei schnellem Spiel verloren gehen, voll zur Geltung kämen. Dieses Arrangement ermögliche auch ein angenehmes Zwischenspiel von Ellis. Mit seinen umwerfenden Arpeggios käme Kellocks Virtuosität in „They Can’t Take away from Me“ voll zur Geltung.
Dave Nathan verlieh dem Album in Allmusic vier Sterne und schrieb, zahlreiche Alben hätten Astaires Verdienste durch die Aufnahme von Tributalben gewürdigt, [etwa The Astaire Story von Oscar Peterson (1988)]. Der schottische Pianist Brian Kellock habe sich mit diesem Trioalbum mit Liedern, die auf die eine oder andere Weise mit Astaire in Verbindung stehen, in diese Liste eingetragen. Kellock interessiere sich ebenso für Astaires tänzerische Interpretationen wie für seinen Gesang. Zu den Höhepunkten gehöre die jazzige, schwungvolle Interpretation von „The Way You Look Tonight“, die Astaire 1936 im Film Swing Time vorstellte. 60 Jahre später, in den Händen von Kellock, würde sie genauso frisch und zeitgemäß wie damals wirken. Der Track enthalte einige kräftige Drumbreaks von Rae. Weiteres Highlight sei Ken Ellis am Bass, der „The Continental“ als sein eigenes Territorium abstecke. Dieses Album sei eine gelungene Mainstream-Jazz-Interpretation mit bekanntem Material.